# Maximilian von Fürstenberg
Maximilian Adolf Aloysius Maria Hubertus von Fürstenberg (* 19. Februar 1866 in Schloss Körtlinghausen; † 25. Dezember 1925 in Haus Echthausen) war ein deutscher Politiker, Landrat im Kreis Coesfeld und Mitglied des Provinziallandtags.

## Leben

### Herkunft und Familie
Maximilian von Fürstenberg entstammte dem westfälischen Adelsgeschlecht Fürstenberg des Hochstifts Münster. Seine Eltern waren Leopold Friedrich Freiherr von Fürstenberg (1831–1903) und Huberta Maria Freiin von Loe (1843–1900). Am 18. Januar 1905 heiratete er im Schloss Donzdorf Franziska Anna Gräfin von Rechberg (1880–1970), Tochter von Otto von Rechberg und Therese Katharina zu Hohenlohe-Schillingsfürst (1851–1923). Aus der Ehe sind fünf Töchter und ein Sohn hervorgegangen.

## Beruflicher Werdegang
Nach dem Abitur am Gymnasium Warburg im Jahre 1884 studierte er an den Universitäten Innsbruck, München, Bonn und Göttingen Jura und Kameralia. 1887 legte er seine Prüfung zum Gerichts-Referendar vor dem Oberlandesgericht Köln ab. 1893 folgte die Prüfung zum Regierungs-Assessor. Nach Tätigkeiten bei der Regierung Schleswig, Wiesbaden und Frankfurt/Oder wurde er am 8. Januar 1905 mit der kommunalen Verwaltung des Kreises Coesfeld beauftragt. Am 5. August 1905 ist er definitiv zum Landrat des Kreises Coesfeld ernannt und am 25. April 1919 auf Antrag in den Ruhestand versetzt worden.
Am 18. Januar 1905 heiratete er im Schloss Donzdorf Franziska Anna Gräfin von Rechberg. Aus der Ehe sind sechs Kinder hervorgegangen.
Von Fürstenberg war 1907 bis 1919 Mitglied des Provinziallandtags der Provinz Westfalen.
Maximilian von Fürstenberg war Mitglied des Päpstlichen Ritterordens vom Heiligen Grab zu Jerusalem.

## Ehrungen
- Roter Adlerorden IV. Klasse
- Eisernes Kreuz II. Klasse
- Geheimer Regierungsrat
- Ehrenmitglied des Malteserordens